# Chaetodon hoefleri
Espèce
Statut de conservation UICN

 LC  : Préoccupation mineure
Chaetodon hoefleri est une espèce de poissons appartenant à la famille des Chaetodontidae.